# Федорицкий, Николай Александрович
Николай Александрович Федорицкий (1867—1925) — русский инженер.

## Биография
Потомственный дворянин. Родился в Брест-Литовске. В 1895 году окончил Рижское политехническое училище. Был членом русской студенческой корпорации Fraternitas Arctica. Работал инженером-электриком на Балтийском заводе.
В 1907 году он усовершенствовал электроприводы управления рулём (систему Шубина), предложив механический дифференциал.
Среди многочисленных разработок Федорицкого: электрический машинный телеграф эсминцев типа «Новик»; приборы управления артиллерийским огнем линейных кораблей типа «Евстафий», а затем для первых русских линкоров типа «Севастополь»; дифференциальная муфта, которая была введена в электроприводы рулей и якорных механизмов для линейных крейсеров типа «Измаил», а затем в привод вертикального руля, служащий для быстрого перехода с электрического управления на ручное для подводных лодок типа «Декабрист». Механический дифференциал Федорицкого до сих пор применяется в трансмиссии переднеприводных автомобилей.
В течение более десяти лет Федорицкий проводил опыты с сильно разреженными газами и 1 мая 1913 года на набережной реки Фонтанки в доме № 165 открыл мастерскую рентгеновских трубок. Первоначально в ней ремонтировались бывшие в эксплуатации рентгеновские трубки из Германии. Но уже зимой 1913 года им была изготовлена и представлена на выставке Хирургического съезда в Санкт-Петербурге первая отечественная рентгеновская трубка, на которую сразу стали поступать заказы. Начавшаяся Первая мировая война прервала импорт рентгеновских трубок из Германии, а спрос на них сильно вырос в связи с появлением множества раненых на фронте. По распоряжению начальника санитарной и эвакуационной части русской армии принца А. П. Ольденбургского были отпущены средства на расширение мастерской Федорицкого, которая была преобразована в «Первый русский завод трубок Рентгена инженера-технолога Н. А. Федорицкого». Завод разместился в нескольких объединённых вместе пяти квартирах (общая площадь около 500 м²) на 3-х этажах доходного дома архитектора И. С. Китнера. Кроме рентгеновских трубок заводе производил также ионные вентильные трубки, предназначавшиеся для использования в источниках питания рентгеновских трубок — для выпрямления переменного электрического тока. Научную помощь Н. А. Федорицкому оказывали профессора Петроградского Политехнического института В. Ф. Миткевич и А. А. Чернышёв. Директором завода был назначен А. Н. Кун. На заводе трудились инженер-электрик Б. Н. Кун, инженер-рентгенолог П. Г. Дуберке, профессор С. А. Боровик, техник Б. Л. Гаспарини. Механической частью производства заведовал И. И. Голубин, а стеклодувными операциями — Н. Г. Михайлов. К 1915 году завод Федорицкого выпустил около тысячи рентгеновских трубок. Кроме этого на заводе производились газовые разрядники для защиты телефонных сетей и аппаратов от перенапряжений, а также «катодные реле для беспроволочного телеграфа» (радиолампы Н. Д. Папалекси) — выпуск этих ламп продолжался на заводе вплоть до 1918 года.
В 1916 году на заводе Федорицкого трудилось 126 рабочих и 12 служащих. Только «за 1916—1917 гг. было изготовлено 569 генераторных и 6006 усилительных ламп, 12 ртутных выпрямителей, большое количество рентгеновских трубок двенадцати различных типов. В денежном выражении объем выпуска в 1916 г. составил более 139 тыс., а в 1917 г. более 153 тыс. руб.».
В 1917 году завод Н. А. Федорицкого был национализирован и получил название «Завод пустотных аппаратов», в 1922 году он вошёл в состав «Первого государственного электровакуумного завода».
Н. А. Федорицкий был также действительным членом попечительского совета приюта принца П. Г. Ольденбургского.
В 1917 году Н. А. Федорицкий уехал за границу и возвратился в Петроград в 1922 году. Он попытался добиться передачи ему в аренду своего национализированного завода и предлагал для производства свою новую оригинальную электронную трубку. Однако власти не заинтересовались его предложением.